# Koraia pirata
Koraia pirata là một loài bướm đêm trong họ Noctuidae.